# Chaïtat
La tribu des Chaïtat ou Al-Shaitat (arabe : الشعيطات; transcription: aš-šuʿayṭāt), en arabe moderne al-Shuʿaytāt, est une tribu arabe sunnite localisée dans le Gouvernorat de Deir ez-Zor en Syrie orientale. Le nom de la tribu peut également être orthographié suivant plusieurs variantes, Shaitat, Shaytat, Sheitat, ou, la dernière voyelle étant longue, Sheitaat. L'anthropologue Henry Field voyait en elle une fraction de la tribu des Aqaidat
Jusqu'en 2014, la tribu comptait de 70 000 à 90 000 membres, regroupés sous l'autorité du Cheikh Rafaa Aakla al Raju.
En 2014, la tribu des Chaïtat entre en conflit avec Daech. En 2014, les combattants de l'État islamique commettent un massacre de masse envers la tribu, assassinant 700 à 900 personnes. En réaction nombres de membres de la tribu s'engagent aux côtés des kurdes au sein des Forces démocratiques syriennes,.